# 선진 시장
투자에서 선진 시장(developed market)은 경제 및 자본 시장 측면에서 가장 발달된 국가이다. 이 국가는 고소득 국가이어야 하지만, 외국인 소유에 대한 개방성, 자본 이동의 용이성, 시장 제도의 효율성도 포함한다. 이 용어는 개발도상국(신흥 시장 및 프런티어 시장은 개발도상국의 한 유형이다)과 대조된다.

## FTSE 그룹 목록
2024년 10월 기준으로, FTSE 그룹은 다음 26개국을 선진 시장으로 분류한다.
| - 오스트레일리아 - 오스트리아 - 벨기에 - 캐나다 - 덴마크 | - 핀란드 - 프랑스 - 독일 - 홍콩 - 아일랜드 | - 이스라엘 - 이탈리아 - 일본 - 룩셈부르크 - 네덜란드 | - 뉴질랜드 - 노르웨이 - 폴란드 - 포르투갈 - 싱가포르 | - 대한민국 - 스페인 - 스웨덴 - 스위스 - 영국 | - 미국 |

## MSCI 목록
2024년 6월 기준으로, MSCI는 다음 23개국을 선진 시장으로 분류한다.
| - 오스트레일리아 - 오스트리아 - 벨기에 - 캐나다 - 덴마크 | - 핀란드 - 프랑스 - 독일 - 홍콩 - 아일랜드 | - 이스라엘 - 이탈리아 - 일본 - 네덜란드 - 뉴질랜드 | - 노르웨이 - 포르투갈 - 싱가포르 - 스페인 - 스웨덴 | - 스위스 - 영국 - 미국 |

## S&P 목록
2024년 10월 기준으로, Standard and Poor's는 다음 25개국을 선진 시장으로 분류한다.
| - 오스트레일리아 - 오스트리아 - 벨기에 - 캐나다 - 덴마크 | - 핀란드 - 프랑스 - 독일 - 홍콩 - 아일랜드 | - 이스라엘 - 이탈리아 - 일본 - 룩셈부르크 - 네덜란드 | - 뉴질랜드 - 노르웨이 - 포르투갈 - 싱가포르 - 대한민국 | - 스페인 - 스웨덴 - 스위스 - 영국 - 미국 |

## STOXX 목록
2024년 9월 기준으로, STOXX는 다음 25개국을 선진 시장으로 분류한다.
| - 오스트레일리아 - 오스트리아 - 벨기에 - 캐나다 - 덴마크 | - 핀란드 - 프랑스 - 독일 - 홍콩 - 아일랜드 | - 이스라엘 - 이탈리아 - 일본 - 룩셈부르크 - 네덜란드 | - 뉴질랜드 - 노르웨이 - 폴란드 - 포르투갈 - 싱가포르 | - 스페인 - 스웨덴 - 스위스 - 영국 - 미국 |

## 표
| 국가           | FTSE | MSCI  | S&P   | STOXX |
| -------------- | ---- | ----- | ----- | ----- |
| 오스트레일리아 | 예   | 예    | 예    | 예    |
| 오스트리아     | 예   | 예    | 예    | 예    |
| 벨기에         | 예   | 예    | 예    | 예    |
| 캐나다         | 예   | 예    | 예    | 예    |
| 덴마크         | 예   | 예    | 예    | 예    |
| 핀란드         | 예   | 예    | 예    | 예    |
| 프랑스         | 예   | 예    | 예    | 예    |
| 독일           | 예   | 예    | 예    | 예    |
| 홍콩           | 예   | 예    | 예    | 예    |
| 아일랜드       | 예   | 예    | 예    | 예    |
| 이스라엘       | 예   | 예    | 예    | 예    |
| 이탈리아       | 예   | 예    | 예    | 예    |
| 일본           | 예   | 예    | 예    | 예    |
| 룩셈부르크     | 예   | Red X | 예    | 예    |
| 네덜란드       | 예   | 예    | 예    | 예    |
| 뉴질랜드       | 예   | 예    | 예    | 예    |
| 노르웨이       | 예   | 예    | 예    | 예    |
| 폴란드         | 예   | Red X | Red X | 예    |
| 포르투갈       | 예   | 예    | 예    | 예    |
| 싱가포르       | 예   | 예    | 예    | 예    |
| 대한민국       | 예   | Red X | 예    | Red X |
| 스페인         | 예   | 예    | 예    | 예    |
| 스웨덴         | 예   | 예    | 예    | 예    |
| 스위스         | 예   | 예    | 예    | 예    |
| 영국           | 예   | 예    | 예    | 예    |
| 미국           | 예   | 예    | 예    | 예    |

## 같이 보기
- 선진국
- 신흥 시장
- 제1세계
- 프런티어 시장
- 글로벌 노스와 글로벌 사우스